# Álex Alcalá
Alejandro Alcalá Solorio, más conocido como Álex Alcalá, (California, Estados Unidos, 20 de octubre de 2005) es un futbolista mexicoamericano nacido en Estados Unidos. Juega como centrocampista en el Manchester City categoría Sub-23. Es internacional con la selección de fútbol de México sub-16.

## Trayectoria

### Barcelona
Alcalá se incorporó a La Masia en 2020, procedente del Stockton TLJ.

### LA Galaxy
En 2021 se fue del F.C. Barcelona para llegar al LA Galaxy.
Al darse cuenta del gran talento del mexicano, varios clubes de América querían ficharlo, entre ellos el Tigres de la UANL, Club América, Club Deportivo Cruz Azul, Club Atlético Boca Juniors, entre otros. Pero por la gran amistad del agente de Álex Alcalá (su padre) y el director técnico del LA Galaxy, éste logró ficharlo y lo colocó en las categorías inferiores del club.

## Selección nacional
Al pertenecer a una asociación tan importante como lo es la del equipo español (F.C. Barcelona), en 2020 la Selección Mexicana sub-15 lo convocó para jugar partidos internacionales representando a México, ya que a pesar de ser nacido en Estados Unidos, sus padres son mexicanos, por lo que constitucionalmente es mexicano por nacimiento. Ha disputado 3 partidos con su selección, en los cuáles anotó 5 goles. Actualmente es el dorsal 18, pero ha utilizado el 8, 16 y 30. Actualmente representa al Tri en la categoría sub-16.

## Clubes
| Club            | País           | Año           |
| --------------- | -------------- | ------------- |
| LA Galaxy II    | Estados Unidos | 2021-2023     |
| Manchester City | Inglaterra     | 2024-presente |